# Mönkhtöriin Lkhagvagerel
Mönkhtöriin Lkhagvagerel (in mongolo Мөнхтөрийн Лхагвагэрэл; Ulan Bator, 4 gennaio 1998) è un lottatore mongolo, specializzato nella lotta libera.

## Biografia
Ha rappresentato la Mongolia ai Giochi olimpici estivi di Tokyo 2020, terminando al quinto posto nel torneo dei pesi supermassimi.
Ai mondiali di Oslo 2021 si è aggiudicato il bronzo nei pesi supermassimi.

## Palmarès
| Anno | Manifestazione             | Sede       | Evento | Risultato | Note |
| ---- | -------------------------- | ---------- | ------ | --------- | ---- |
| 2017 | Campionati asiatici junior | Taichung   | 120 kg | Argento   |      |
| 2017 | Mondiali U23               | Bydgoszcz  | 125 kg | 10º       |      |
| 2018 | Mondiali junior            | Trnava     | 120 kg | 14º       |      |
| 2018 | Mondiali U23               | Bucarest   | 125 kg | 10º       |      |
| 2019 | Campionati asiatici U23    | Ulan Bator | 125 kg | Argento   |      |
| 2019 | Campionati asiatici        | Xi'an      | 120 kg | 11º       |      |
| 2019 | Mondiali U23               | Budapest   | 125 kg | Bronzo    |      |
| 2021 | Giochi olimpici            | Tokyo      | 125 kg | 5º        |      |
| 2021 | Mondiali                   | Oslo       | 125 kg | Bronzo    |      |